# STS-61-C
STS-61-C (Space Transportation System-61-C var Columbias syvende rumfærge-mission.
Opsendt 12. januar 1986 og vendte tilbage den 18. januar 1986.
Hovedformålet var at sætte kommunikationssatellitten Satcom Ku-1 i kredsløb.

## Besætning
- Robert Gibson (kaptajn)
- Charles Bolden (pilot)
- ()  Franklin Chang-Diaz (missionsspecialist)
- Steven Hawley (missionsspecialist)
- George Nelson (missionsspecialist)
- Robert Cenker (elektroingeniør fra RCA Corporation)
- Bill Nelson (medlem af Repræsentanternes Hus)

## Missionen
- Satcom Ku-1 sættes i kredsløb

Hovedartikler: